# Quarto (Nápoles)
Quarto é uma comuna italiana da região da Campania, província de Nápoles, com cerca de 35.434 habitantes. Estende-se por uma área de 14 km², tendo uma densidade populacional de 2531 hab/km². Faz fronteira com Giugliano in Campania, Marano di Napoli, Nápoles, Pozzuoli, Villaricca.

## Demografia
| Variação demográfica do município entre 1861 e 2011                               |
|                                                                                   |
| Fonte: Istituto Nazionale di Statistica (ISTAT) - Elaboração gráfica da Wikipedia |